# Dolça de Barcelona
Dolça de Barcelona (Barcelona, 1160 - Coïmbra, 1 de setembre de 1198) va ser una infanta d'Aragó i reina consort de Portugal (1185-1198), filla del comte de Barcelona, Ramon Berenguer IV, i de la reina d'Aragó, Peronella d'Aragó.

## Orígens familiars
Va ser filla de Ramon Berenguer IV, comte de Barcelona, i de Peronella, reina d'Aragó. Per línia paterna era neta de Ramon Berenguer III i Dolça de Provença, i per línia materna de Ramir II d'Aragó i Agnès de Poitiers.
Per tant, era germana d'Alfons el Cast, Ramon Berenguer IV de Provença i Sanç I de Provença.

## Núpcies i descendents
Es va casar l'any 1174 amb el futur Sanç I de Portugal, quan encara era només infant i, de fet, no va accedir al tron fins al 1185, arran de la mort del seu pare. Aquest matrimoni molt probablement va ser fruit de l'interès de Portugal, com a estratègia per contrarestar l'aliança entre els reis de Castella i Lleó. Dolça va tenir onze fills, alguns historiadors afirmen que va tenir-ne fins a quinze, tot i que aquests haurien mort en la infància. Els fills del matrimoni van ser:
- Teresa (1175-1250), casada amb Alfons IX de Lleó.
- Sança (1181-1229), religiosa del convent de Lorvão.
- Constança (1182), morta en la infància.
- Alfons (1185-1233), rei de Portugal.
- Pere (1187-1258), comte d'Urgell.
- Ferran (1188-1233), casat amb Joana de Flandes.
- Enric (1189), mort en la infància.
- Ramon (ca. 1189), mort en la infància.
- Mafalda (ca. 1190-1256), casada amb Enric I de Castella.
- Blanca (1192-1249), senyora de Guadalajara.
- Berenguera (1195-1220), casada amb Valdemar II de Dinamarca.

## Regnat
No hi ha gaire informació sobre la seva actuació com a reina consort. En termes generals, no va intervenir en els afers d'estat. No obstant això, destaca la concessió que va fer d'uns furs generosos a la vila de Mortágua el 1192, la qual, més endavant, va constituir un model per a la resta de furs portuguesos. En aquest cas, va significar la constitució del règim municipal i l'organització dels primers magistrats.

## Mort
Va morir l'1 de setembre de 1198 a Coïmbra. Va ser enterrada al monestir de Santa Cruz de la mateixa ciutat.